# Konstantin Grigorjewitsch Wyrupajew
Konstantin Grigorjewitsch Wyrupajew (russisch Константин Григорьевич Вырупаев; * 10. Oktober 1930 in Irkutsk; † 31. Oktober 2012 ebenda) war ein sowjetischer Ringer. Er war Olympiasieger 1956 in Melbourne.

## Werdegang
Konstantin Wyrupajew war Russe, der in der Gegend des sibirischen Irkutsk aufwuchs. Als Jugendlicher begann er mit dem Ringen und wurde als Student Mitglied von „Burewestnik“ Irkutsk. Er entwickelte sich zu einem hervorragenden Ringer im griechisch-römischen Stil. Er brauchte allerdings bis 1956, ehe er erstmals sowjetischer Meister im Bantamgewicht wurde und sich damit für die Teilnahme an den Olympischen Spielen in Melbourne qualifizierte. Dort gelang ihm mit dem Olympiasieg ein sehr erfolgreicher Start in seine internationale Ringerlaufbahn. Er unterlag in Melbourne zwar in seinem ersten Kampf dem Rumänen Francisc Horvath nach Punkten, gewann aber alle seine übrigen Kämpfe. Da Horvath nach einer Niederlage gegen den Schweden Edvin Vesterby vorzeitig ausschied, war der Weg für Wyrupajew zum Gewinn der Goldmedaille geebnet.
1957 unterlag Wyrupajew bei der sowjetischen Meisterschaft im Bantamgewicht gegen Oleg Karawajew, der die Sowjetunion bei der einzig stattfindenden Weltmeisterschaft im griechisch-römischen Stil zwischen 1956 und 1960 in Budapest 1958 vertrat. Bei der sowjetischen Meisterschaft 1960 belegte Konstantin Wyrupajew im Federgewicht hinter Mirabi Guduschauri aus Tiflis und vor Wladimir Staschkewitsch den 2. Platz, wurde aber für die Olympischen Spiele in Rom nominiert. In Rom konnte Wyrupajew nicht voll überzeugen, gewann aber dank einer guten Auslosung die Bronzemedaille im Federgewicht. Unmittelbar nach diesen Olympischen Spielen reiste die deutsche Nationalmannschaft der Ringer zu drei Länderkämpfen in die Sowjetunion. Bei einem dieser Länderkämpfe schulterte Konstantin Wyrupajew den deutschen Vertreter Hans-Peter Bauer aus Riegelsberg.
1961 wurde Wyrupajew Spartakiadesieger der sowjetischen Gewerkschaftsorganisation. 1962 vertrat er die Sowjetunion bei der Weltmeisterschaft in Toledo/USA. Er blieb dabei in fünf Kämpfen ungeschlagen, verpasste den WM-Titel aber wegen eines Unentschiedens gegen Imre Polyák aus Ungarn.
Ab 1963 konnte sich Konstantin Wyrupajew in der Sowjetunion gegen die neuen Stars Gennadi Sapunow und Roman Rurua nicht mehr durchsetzen. Er rang aber 1964 noch bei zwei Länderkämpfen der Sowjetunion in Italien und wurde dabei Schultersieger über Schiano und Ferderzoni.

## Internationale Erfolge
(OS = Olympische Spiele, WM = Weltmeisterschaft, GR = griechisch-römischen Stil, Ba = Bantamgewicht, Fe = Federgewicht, damals bis 57 kg bzw. 62 kg Körpergewicht)
- 1956, Goldmedaille, OS in Melbourne, GR, Ba, mit Siegen über Dinko Petrow, Bulgarien, Fred Kämmerer, Deutschland, Yasar Yilmaz, Türkei, Imre Hódos, Ungarn u. Edvin Vesterby, Schweden u. trotz einer Niederlage gegen Francisc Horvath, Rumänien;
- 1960, Bronzemedaille, OS in Rom, GR, Fe, mit Siegen über Hossein Ebrahimian, Iran, Umberto Trippa, Italien u. Vojislav Golosin, Jugoslawien, einem Unentschieden gegen Johann Marte, Österreich und einer Niederlage gegen Imre Polyák, Ungarn;
- 1962, 1. Platz, „Iwan-Poddubny“-Turnier in Moskau, GR, Fe, vor Ion Cernea, Rumänien u. Lehto, Finnland;
- 1962, 2. Platz, WM in Toledo/USA, GR, Fe, mit Siegen über Mihai Sult, Rumänien, Lee Grubbs, USA, Yoshizumi Iwamuri, Japan u. Ivan Ivanow, Bulgarien u. einem Unentschieden gegen Imre Polyák